# متيم فيشر
مُتَيَّم فيشر أو ببغاء الحب لِفيشر أو درة فيشر (الاسم العلمي: Agapornis fischeri) هو ببغاء صغير ينتمي إلى جنس الببغاوات المُتَيَّمة (الاسم العلمي: Agapornis) تم اكتشاف هذا النوع في الأصل في أواخر القرن التاسع عشر. تم تسميته نسبة للمستكشف الألماني غوستاف فيشر.

## الوصف
ببغاء الحب لفيشر لديه لون أخضر في كل من الظهر والصدر والأجنحة. رقبته صفراء ضاربة للذهبي تتدرج صعودا إلى البرتقالي الداكن. الجزء العلوي من الرأس أخضر زيتوني، والمنقار أحمر فاتح. الجزء العلوي للذيل له بعض الريش الأرجواني أو الأزرق. هناك دائرة بيضاء من الجلد العاري حول عينيه. تتشابه الطيور اليافعة بشكل كبير مع البالغين، باستثناء أنها باهتة اللون وأن قاعدة الفك السفلي لديها علامات بنية اللون. هذا النوع من أصغر طيور الحب، يبلغ طوله حوالي 14 سم (5.5 بوصة) ووزنه 43-58 جرامًا.
في حين أن معظم ببغاوات الحب لفيشر خضراء اللون، فقد تم ظهرت عدة طفرات في الأسر. الطفرة الزرقاء تعتبر سائدة حيث يكون الطائر مفتقرا إلى اللون الأصفر، وله ظهر أزرق فاتح، وذيل، وصدر، وعنق أبيض، ورأس رمادي شاحب ومنقار وردي شاحب. تم إنتاج هذه الطفرة لأول مرة في جنوب إفريقيا في عام 1957. هناك طفرة لوتينو صفراء ظهرت لأول مرة في فرنسا. عادة ما تكون هذه الطيور صفراء باهتة مع وجه برتقالي ومنقار أحمر. وهناك المزيد من الطفرات من شاكلة البقعاء، السوداء أو الداكنة العينين، القرفية، البيضاء، وطفرات ألبينو التي تم إنتاجها أيضًا.

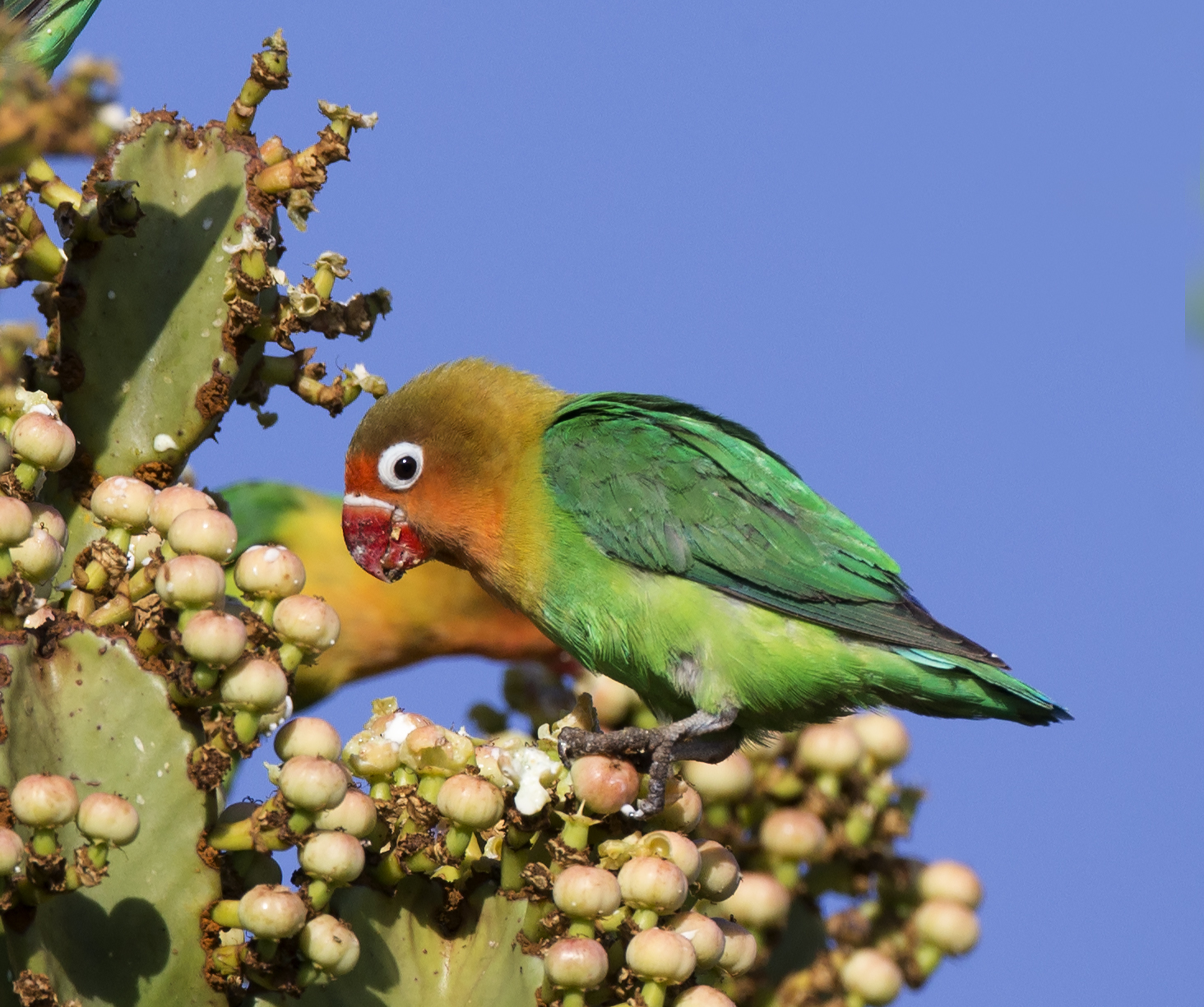
طائر بري في محمية سيرينغيتي في تانزانيا.
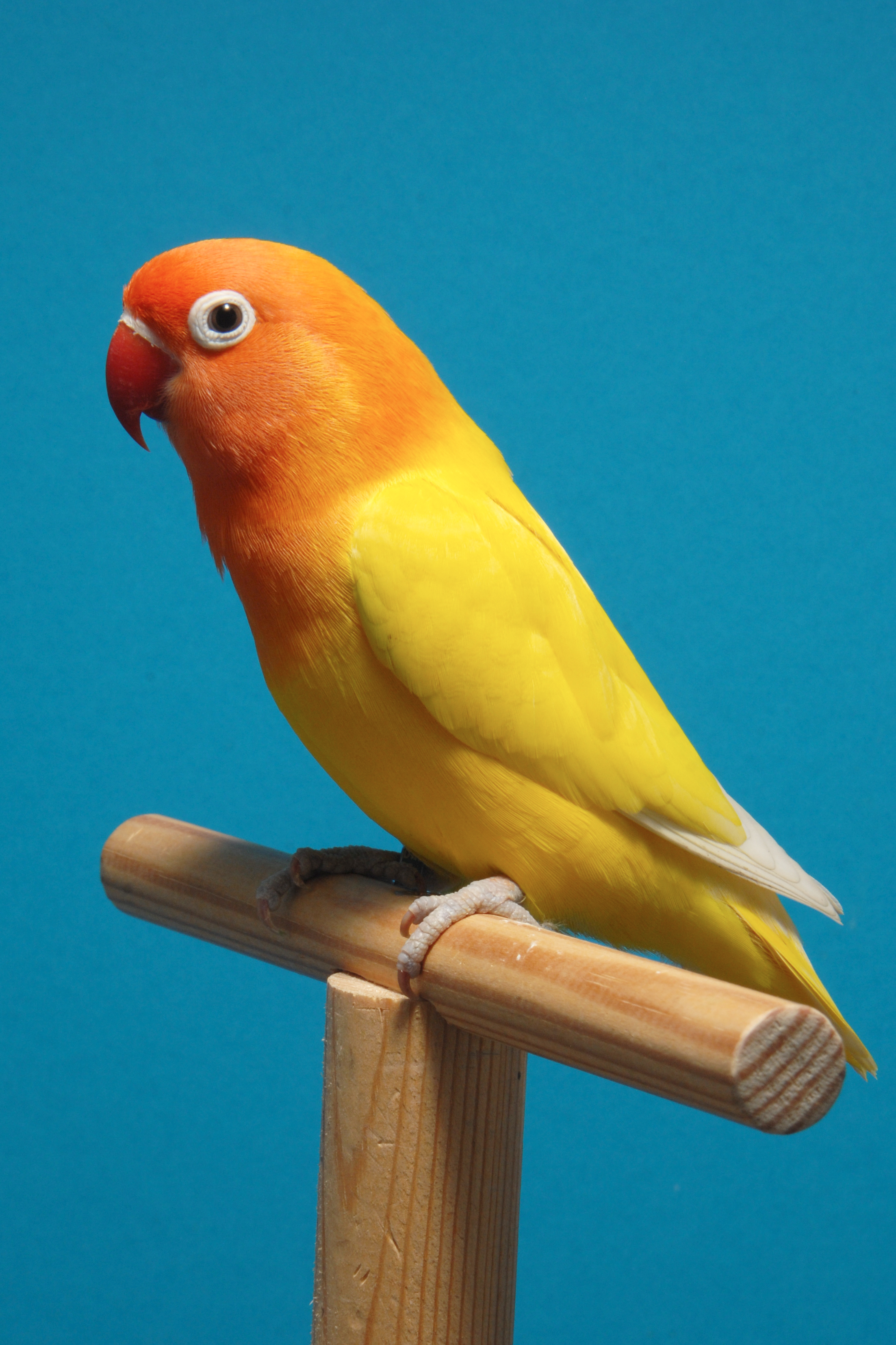
طفرة لوتينو صفراء
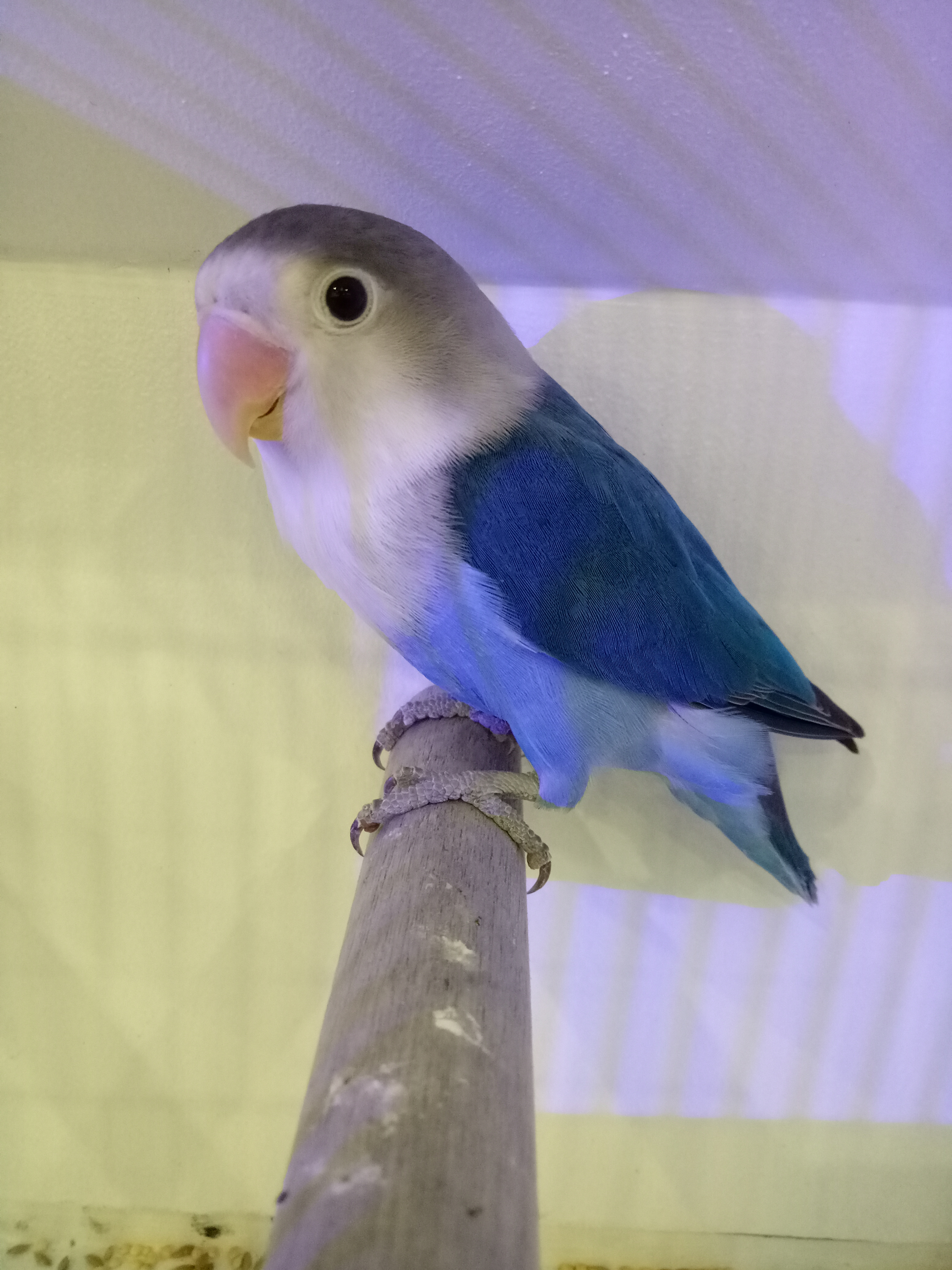
الطفرة الزرقاء

### مثنوية الشكل الجنسية
لا تظهر ببغاوات الحب لفيشر أي إزدواج الشكل الجنسي لذلك، من المستحيل معرفة ما إذا كان الفرد ذكرًا أم أنثى من خلال الريش وحده. يبدو الجنسان متماثلين، ويتم تمييزهم بشكل مؤكد من خلال اختبار الحمض النووي، وبشكل غير مؤكد من خلال عادات الطيور في الجلوس. بشكل عام، تجلس الإناث مع سيقان أكثر تباعدا عن الذكور لأن حوض الأنثى أوسع.

## التوزيع والموطن

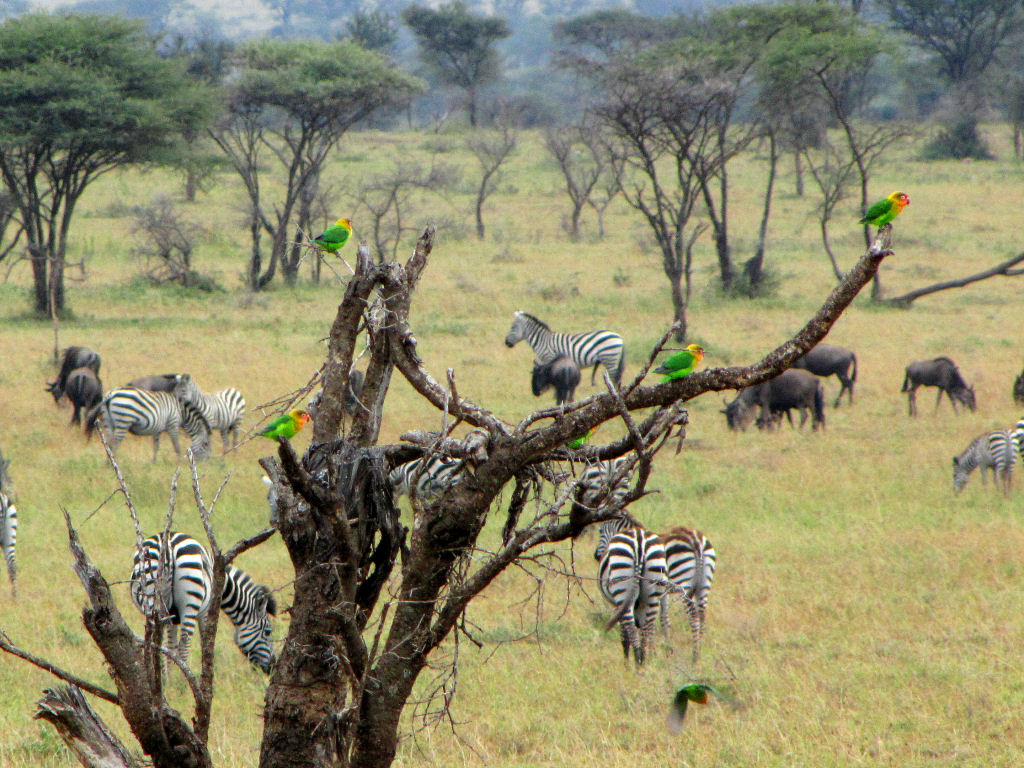
سرب في شجرة في سيرينغيتي،تانزانيا

يعود أصل ببغاء الحب لفيشر إلى منطقة صغيرة من شرق ووسط إفريقيا، جنوب وجنوب شرق بحيرة فيكتوريا في شمال تنزانيا. في سنوات الجفاف، تتحرك بعض الطيور غربًا إلى رواندا وبوروندي بحثًا عن طقس أقل حرارة. يعيش على ارتفاعات تتراوح بين 1100 و2200 متر (3600-7200 قدم) في أسراب صغيرة. إنه يعيش في كتل معزولة من الأشجار بينها سهول عشبية. يقدر عدد طيور هذا النوع بما يتراوح بين 290.000 و1000000، مع وجود كثافة منخفضة خارج المناطق المحمية بسبب تجارة الحيوانات الأليفة وقد تم تعليق تراخيص التصدير في عام 1992 لوقف أي مزيد من الانخفاض في هذا النوع. على الرغم من أنه تم رصدها في البرية في بورتوريكو وفلوريدا، إلا أنها ربما تكون نتيجة هروب طيور أليفة من الأسر، ولم يتم تسجيل أي تفريخ. يمكن العثور على حوالي 100 زوج مفرخ في البرية بين منطقة پورشيس أرماكوا دو پيرا ولاغوا في منطقة ألغارڤ في البرتغال. كما تم رصد هذا النوع في جزر العذراء الأمريكية.

## السلوك
يتمتع ببغاء الحب لفيشر بطيران سريع، ويمكن سماع صوت أجنحته أثناء طيرانه. مثل كل الببغاوات المتيمة، فه ذي أصوات عالية جدًا وعندما يصدر ضوضاء يكون له صوت تغريد عالٍ ويمكن أن يكون صاخبا جدًا.

### الغذاء

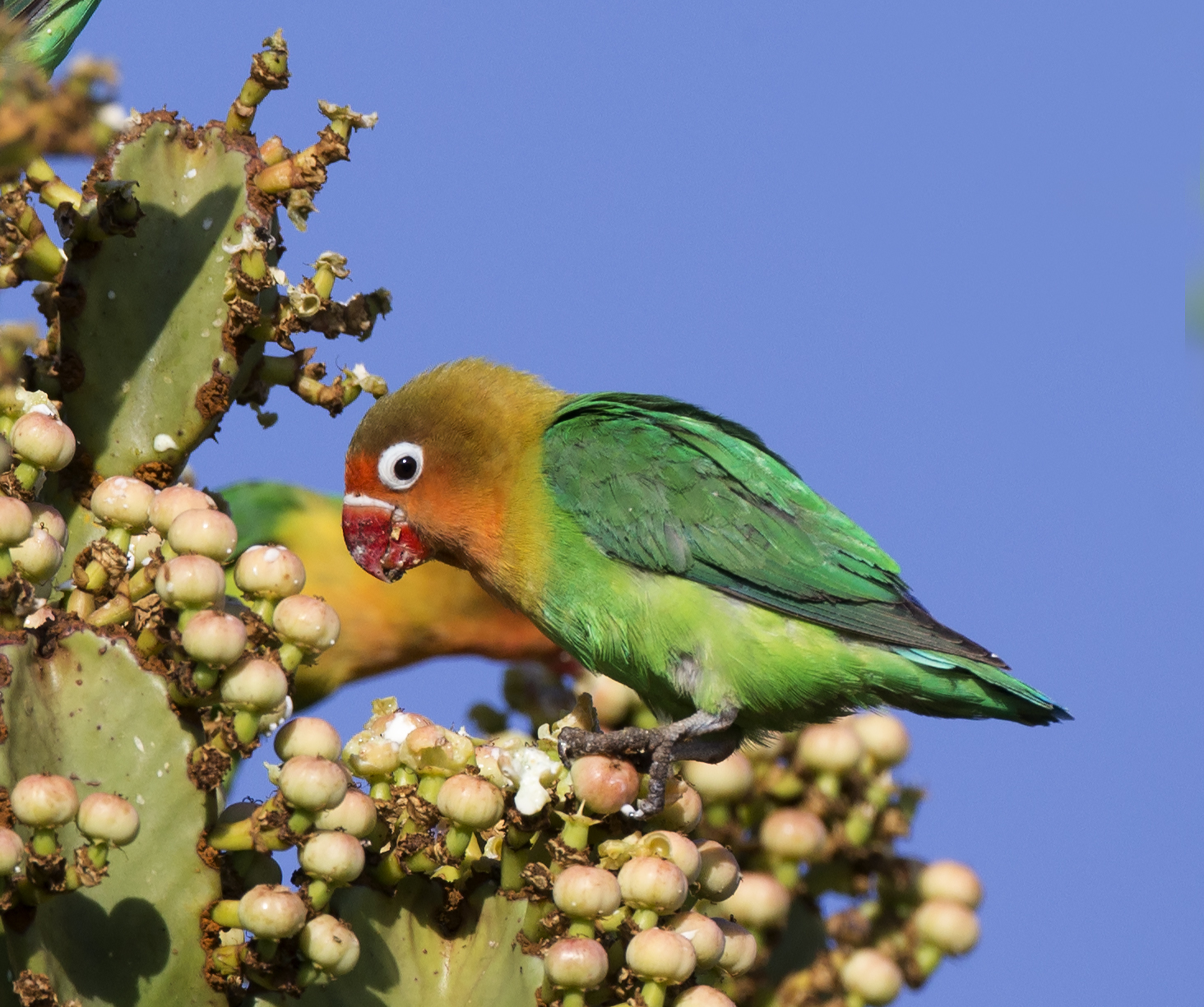
طائر بري يتغذى على الثمار

تأكل ببغاوات الحب لفيشر مجموعة متنوعة من الأطعمة، بما في ذلك البذور والفاكهة. في بعض الأحيان تكون آفات للمزارعين، حيث تأكل الطيور محاصيلهم مثل الذرة والدخن.

### التفريخ

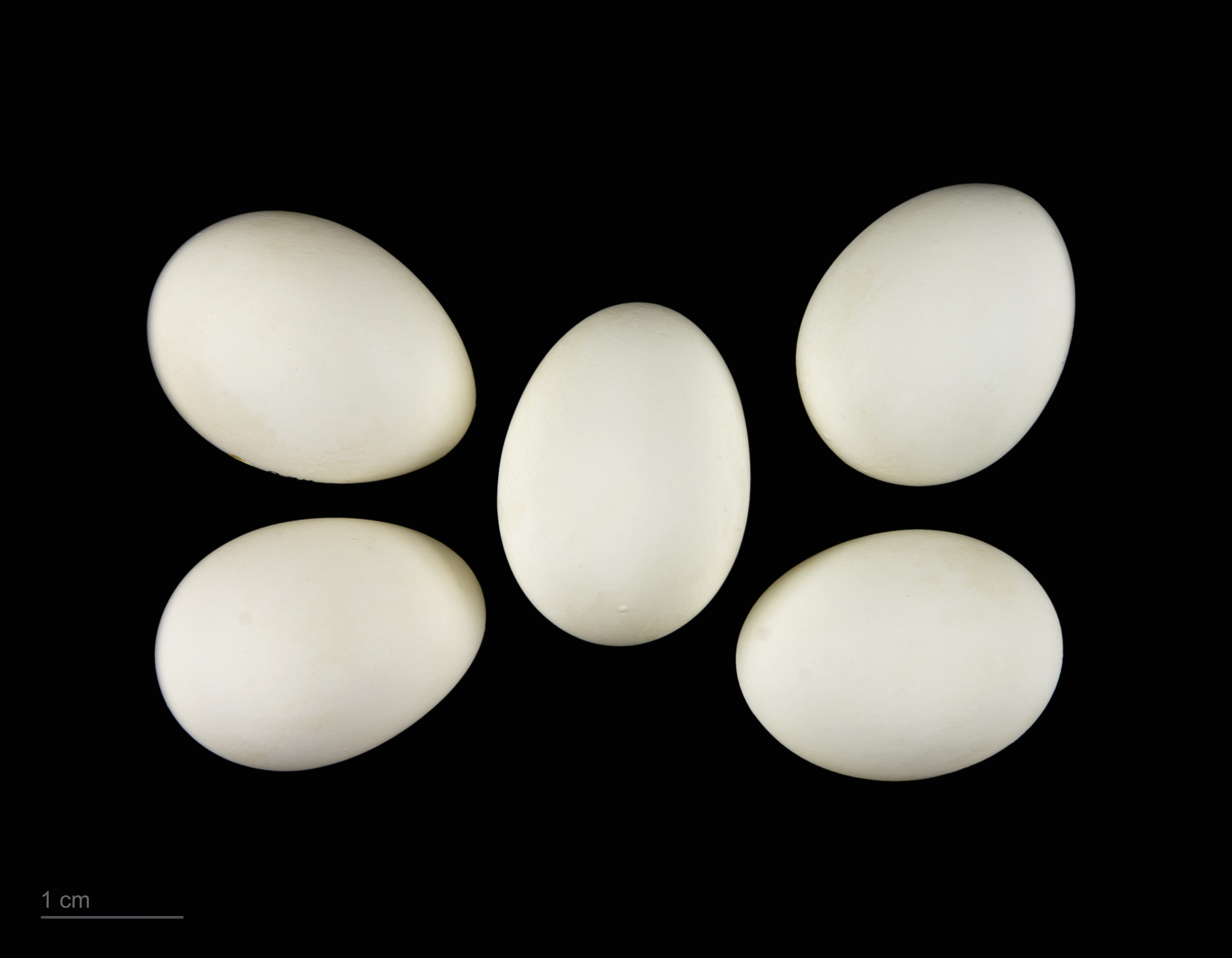
بيض ببغاء فيشر

ببغاوات الحب لفيشر، مثل ببغاوات الحب الأخرى في جنس (Agapornis)، تتزاوج مدى الحياة. نشأ مصطلح ببغاء الحب من الروابط القوية التي ينشئها الأزواج مع بعضهم البعض. عند الانفصال، ستعاني الصحة الجسدية لكل فرد.يحب الأزواج أن يكونوا على اتصال جسدي قدر الإمكان. موسم التكاثر هو يناير حتى أبريل ويونيو حتى يوليو.
يبنى العش في حفرة في شجرة من 2 إلى 15 مترًا فوق سطح الأرض. البيض أبيض وعادة ما يكون هناك أربعة أو خمسة في الحضنة، ولكن يمكن أن يكون هناك ما لا يقل عن ثلاثة أو ما يصل إلى ثمانية. تحتضن الأنثى البيض لمدة 23 يومًا، وتتريش الفراخ من العش حوالي 38-42 يومًا بعد الفقس.